# Lobelină
Lobelina este un alcaloid piperidinic care se găsește în diferite plante, în special în speciile din genul Lobelia, inclusiv Lobelia inflata, Lobelia tupa, Lobelia siphilitica, Lobelia chinensis, dar și în specia Hippobroma longiflora. În formă pură, este o pulbere albă, amorfă. Compusul a fost utilizat sub formă de comprimate pentru renunțarea la fumat, însă studiile au determinat o ineficiență a acestuia.